# (12050) Humecronyn
(12050) Humecronyn est un astéroïde de la ceinture principale.

## Description
(12050) Humecronyn est un astéroïde de la ceinture principale. Il fut découvert le 27 avril 1997 à Kitt Peak par le projet Spacewatch. Il présente une orbite caractérisée par un demi-grand axe de 2,91 UA, une excentricité de 0,09 et une inclinaison de 1,2° par rapport à l'écliptique.

## Compléments